# Yoshi (серия игр)
Yoshi (с англ. — «Йо́ши») ― серия игр в жанре платформа и аркадная головоломка, то есть спин-офф серии Super Mario, выпущенный и произведенный японской игровой компанией Nintendo. Игры были разработаны множеством разработчиков, включая Nintendo, Game Freak, Intelligent Systems, Artoon, его преемника Arzest, Good-Feel и Bullet-Proof Software. Игры «Йоши» были выпущены для игровых консолей и портативных устройств Nintendo, начиная с Nintendo Entertainment System (NES) и заканчивая текущим поколением игровых приставок. Некоторые из оригинальных игр Nintendo Entertainment System и Super Nintendo Entertainment System были портированы на Game Boy Advance или Virtual Console (в обоих случаях в случае Super Mario World).

## История
Серия игр повествует о зелёном динозаврике Йоши. Впервые он был представлен в игре Super Nintendo Entertainment System (SNES), выпущенной в 1990 году, «Super Mario World», где Марио и Луиджи могут кататься на нем. антагонист из серии — Малыш Боузер, молодой король Купа и Камек, Мэджикупа, который в детстве ухаживал за Боузером. Первой игрой о Йоши была выпущенная в 1991 году игра-головоломка Nintendo Entertainment System  Yoshi ,, разработанная Game Freak. Первая игра в том, что считается основной серией, а также первая игра, в которой Йоши играет роль главного героя, — это игра, выпущенная в 1995 году Super Mario World 2: Yoshi's Island, в котором представлены основные элементы вселенной, которые используются во многих следующих играх. Эти основные продукты включают красочную графику сборника рассказов и несколько элементов игрового процесса. «Остров Йоши» позже получил два продолжения; Yoshi's Island DS (2006) для DS и Yoshi's New Island (2013) для 3DS.
Yoshi's Story (1997), выпущенная для Nintendo 64, использовала более ориентированный на головоломки подход, за которым позже последовали побочные эффекты Yoshi's Universal Gravitation (2004) и Yoshi Touch & Go (2005), выпущенные на Game Boy Advance и DS соответственно. Следующей основной игрой в серии была Yoshi's Woolly World (2015), выпущенная для Wii U, а затем и для 3DS, переименованная как Poochy and Yoshi’s Woolly World (2017). Последняя игра Yoshi's Crafted World (2019) была выпущена для Nintendo Switch в марте.

## Игры

### Основная серия
| Title | Details |
| --- | --- |
| Super Mario World 2: Yoshi's Island Original release date(s): 5 августа 1995 4 октября 1995 6 октября 1995 | Release years by system: 1995 - Super Nintendo Entertainment System 2002 - Game Boy Advance 2014 - Wii U Virtual Console |
| Super Mario World 2: Yoshi's Island Original release date(s): 5 августа 1995 4 октября 1995 6 октября 1995 | Notes: - Также известен как Super Mario: Yoshi Island (яп. スーパーマリオ ヨッシーアイランド Супа Марио: Ёсси Айрандо) в Японии. - Первая игра серии в жанре платформер. - Переиздана на Game Boy Advance в 2002 году. - Переиздание игры вошло в состав Virtual Console на Wii U в 2014 году. - Простая версия издана на приставке Super NES Classic Edition - Вошла в состав Super NES games на Nintendo Switch Online в 2019 году. |
| Yoshi's Story Original release date(s): 21 декабря 1997 10 марта 1998 10 мая 1998                          | Release years by system: 1997 - Nintendo 64 2007 - Virtual Console |
| Yoshi's Story Original release date(s): 21 декабря 1997 10 марта 1998 10 мая 1998                          | Notes: - Разработана компанией Nintendo. - Переиздание игры вошло в состав Virtual Console на Wii в 2007 году и на Wii U в 2016 году. |
| Yoshi's Universal Gravitation Original release date(s): 9 декабря 2004 22 апреля 2005 13 июня 2005         | Release years by system: 2004 - Game Boy Advance |
| Yoshi's Universal Gravitation Original release date(s): 9 декабря 2004 22 апреля 2005 13 июня 2005         | Notes: - Также известна как Yoshi Topsy-Turvy в Северной Америке. - Разработана компанией Artoon. |
| Yoshi Touch & Go Original release date(s): 27 января 2005 14 марта 2005 6 мая 2005 19 мая 2005             | Release years by system: 2005 - Nintendo DS 2015 - Wii U Virtual Console |
| Yoshi Touch & Go Original release date(s): 27 января 2005 14 марта 2005 6 мая 2005 19 мая 2005             | Notes: - Также известна как Catch! Touch! Yoshi! в Японии. - Разработана компанией Nintendo. - Переиздание игры вошло в состав Virtual Console на Wii U в 2015 году. |
| Yoshi's Island DS Original release date(s): 13 ноября 2006 17 ноября 2006 1 декабря 2006 8 марта 2007      | Release years by system: 2006 - Nintendo DS 2015 - Wii U Virtual Console |
| Yoshi's Island DS Original release date(s): 13 ноября 2006 17 ноября 2006 1 декабря 2006 8 марта 2007      | Notes: - Разработана компанией Artoon. - Переиздание игры вошло в состав Virtual Console на Wii U в 2015 году. |
| Yoshi's New Island Original release date(s): 14 марта 2014 15 марта 2014 24 июля 2014                      | Release years by system: 2014 - Nintendo 3DS |
| Yoshi's New Island Original release date(s): 14 марта 2014 15 марта 2014 24 июля 2014                      | Notes: - Разработана компанией Arzest. |
| Yoshi's Woolly World Original release date(s): 25 июня 2015 26 июня 2015 16 июля 2015 16 октября 2015      | Release years by system: 2015 - Wii U 2017 - Nintendo 3DS |
| Yoshi's Woolly World Original release date(s): 25 июня 2015 26 июня 2015 16 июля 2015 16 октября 2015      | Notes: - Разработана компанией Good-Feel, которая разработала игру Kirby's Epic Yarn. - Игра была портирована на Nintendo 3DS как Poochy and Yoshi's Woolly World в 2017 году. |
| Yoshi's Crafted World Original release date(s): 2019-03-29                                                 | Release years by system: 2019 - Nintendo Switch |
| Yoshi's Crafted World Original release date(s): 2019-03-29                                                 | Notes: - Игра разработана компаниями Good-Feel и Unreal Engine 4. |

### Спин-оффы
| Title                                                                              | Details |
| ---------------------------------------------------------------------------------- | --- |
| Yoshi Original release date(s): 14 декабря 1991 1 июня 1992 10 декабря 1992        | Release years by system: 1991 - Nintendo Entertainment System 1991 - Game Boy 2007 - Virtual Console |
| Yoshi Original release date(s): 14 декабря 1991 1 июня 1992 10 декабря 1992        | Notes: - Также известен как Yoshi's Egg в Японии и Mario & Yoshi в PAL-регионах. - Разработана компанией Game Freak. - Переиздание игры вошло в состав Virtual Console на Wii, 3DS и Wii U.                                                                                              |
| Yoshi's Cookie Original release date(s): 21 ноября 1992 Апрель 1993 28 апреля 1993 | Release years by system: 1992 - Nintendo Entertainment System 1992 - Game Boy 1993 - Super Nintendo Entertainment System 2008 - Wii Virtual Console |
| Yoshi's Cookie Original release date(s): 21 ноября 1992 Апрель 1993 28 апреля 1993 | Notes: - Разработана компанией Bullet-Proof Software и выпущена компанией Nintendo для Nintendo Entertainment System и Game Boy. - Вошла в состав сборника Nintendo Puzzle Collection на GameCube. - Игра вошла в состав Virtual Console на Wii в 2008 году, а была удалена в 2013 году. |
| Yoshi's Safari Original release date(s): 1993 14 июля 1993 Сентябрь 1993           | Release years by system: 1993 - Super Nintendo Entertainment System |
| Yoshi's Safari Original release date(s): 1993 14 июля 1993 Сентябрь 1993           | Notes: - Разработана компанией Nintendo. - Игра разработана в жанре шутер. |
| Tetris Attack Original release date(s): 27 октября 1995 Август 1996 28 ноября 1996 | Release years by system: 1995 - Super Nintendo Entertainment System 1996 - Game Boy |
| Tetris Attack Original release date(s): 27 октября 1995 Август 1996 28 ноября 1996 | |

### Отменённые игры
| Title                                                 | Details                                               |
| ----------------------------------------------------- | ----------------------------------------------------- |
| Yoshi 3D Original release date(s): Cancelled          | Release years by system: Cancelled - Nintendo 64      |
| Yoshi 3D Original release date(s): Cancelled          |                                                       |
| Yoshi's Story GBA Original release date(s): Cancelled | Release years by system: Cancelled - Game Boy Advance |
| Yoshi's Story GBA Original release date(s): Cancelled |                                                       |